# Front national démocratique (Venezuela)
Le Front national démocratique (FND) était un parti politique vénézuélien de droite, d’idéologie conservatrice. Il fut fondé le 24 février 1964 par Arturo Uslar Pietri, regroupant les organisations qui avaient soutenu sa candidature présidentielle l'année précédente. Uslar Pietri devint le président du directoire national. Le parti disparut en 1973.

## Histoire
Lors de l'élection présidentielle de 1963, il naquit sous le nom de Comité indépendant pro-front national (CIPFN), adoptant comme symbole une cloche pour promouvoir la candidature d'Uslar Pietri, qui obtint 459 240 voix (16,01 %). Cette élection fut remportée par Raúl Leoni, représentant d’Acción Democrática (AD).

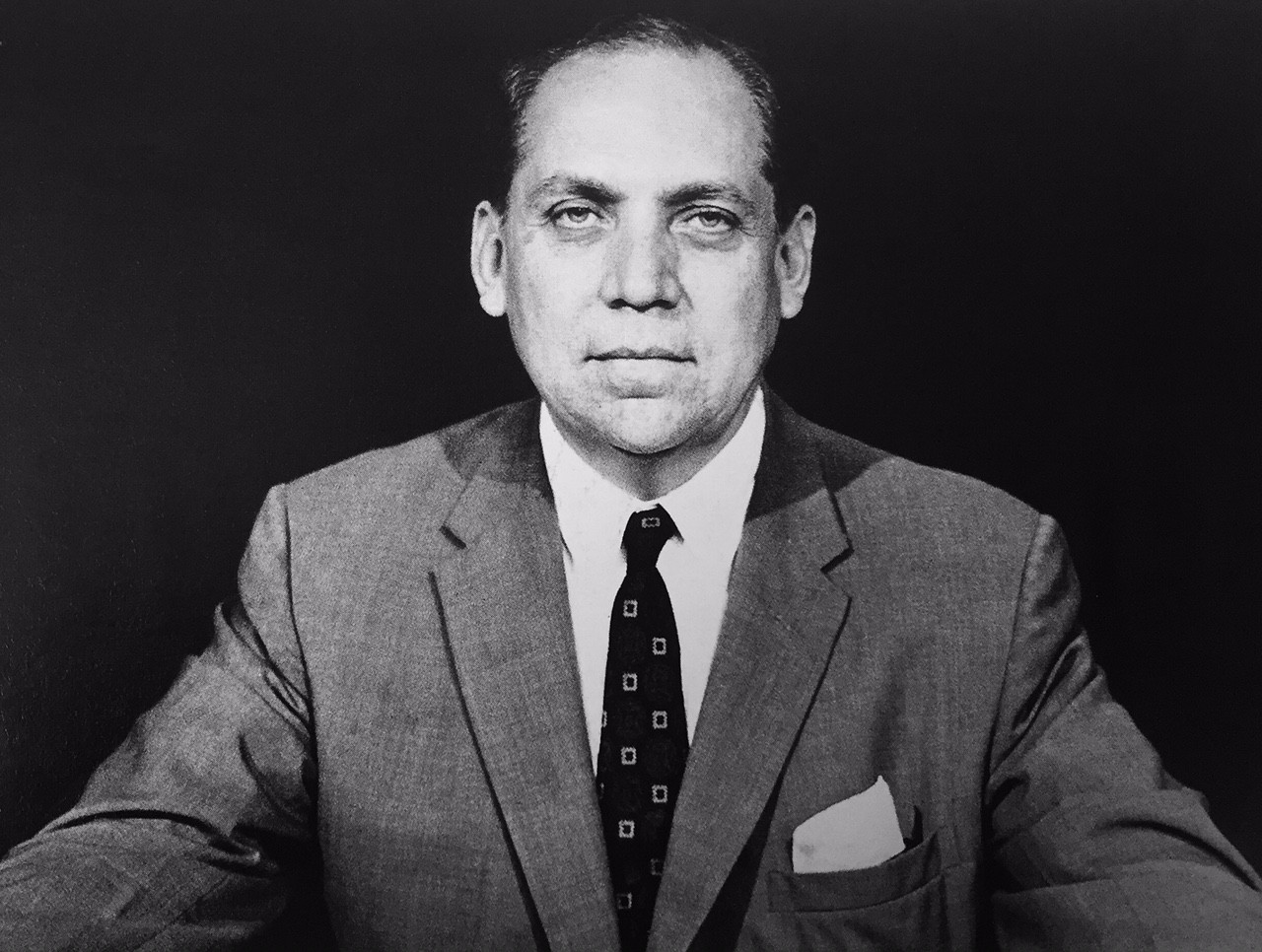
Arturo Uslar Pietri.

Lors du scrutin de 1963, le CIPFN fut le parti le plus voté à Caracas et dans ses environs, ce qui lui permit d’obtenir le contrôle absolu du conseil municipal de Caracas ainsi que du district Sucre (État de Miranda), à l'est de la ville. Il parvint également à obtenir 5 des 47 sièges du Sénat et 22 des 178 sièges de la Chambre des députés pour la législature 1964-1969.
Par la suite, le comité se transforma en parti sous le nom de Front national démocratique (FND). Sous ces nouvelles initiales, Uslar Pietri fut élu sénateur et exerça ce mandat jusqu’en 1974. En mai 1964, dans un climat politique agité, le président élu Raúl Leoni proposa la formation d'un gouvernement de « Large Base », auquel le Front national démocratique participa jusqu'en mars 1966, date à laquelle il se retira en raison de divergences sur la conduite des politiques gouvernementales.
Pour l’élection présidentielle de 1968, le parti rejoignit la coalition Front de la victoire, aux côtés de l’URD (Unión Republicana Democrática), de la Force démocratique populaire (FDP) et du Mouvement électoral national indépendant (MENI), qui soutinrent la candidature de l’indépendant Miguel Ángel Burelli Rivas. Le FND obtint un siège sur 52 au Sénat et 4 sur 214 à la Chambre des députés. En 1968, Uslar Pietri, qui avait dirigé le directoire national depuis la fondation du parti, décida de démissionner, ce qui entraîna une crise interne. Finalement, le Front national démocratique se dissout en 1973 après avoir enregistré de mauvais résultats aux élections de cette année-là et perdu toute représentation parlementaire.